# 에어 타히티
에어 타히티는 프랑스령 폴리네시아의 항공사로 본사는 프랑스령 폴리네시아 파페에테에 위치해 있으며 허브 공항은 파아아 국제공항이 있다.

## 보유 기종
- 2018년 10월 기준으로 다음과 같이 보유하고 있다.

## 사진

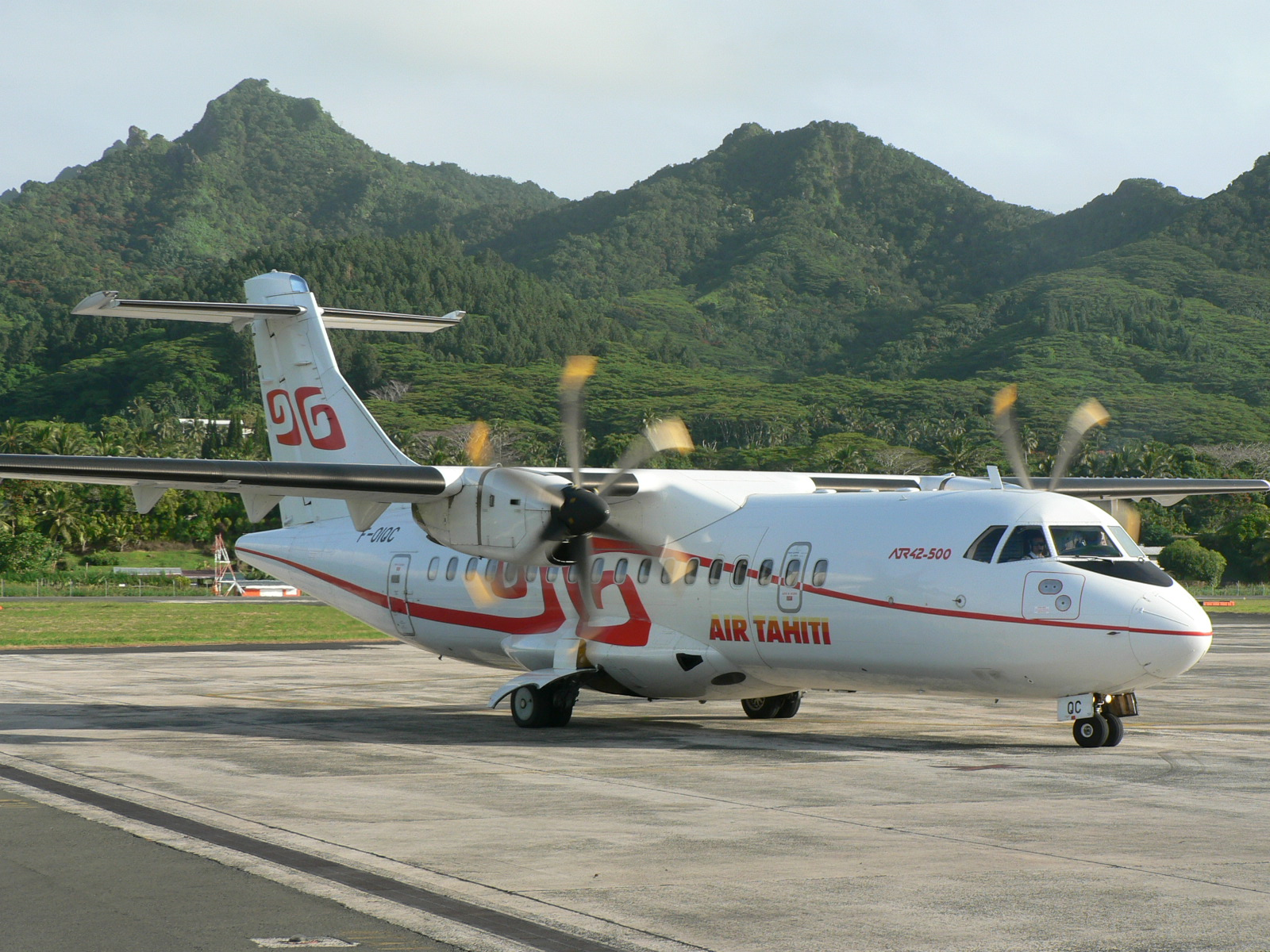
에어 타히티의 ATR 42-500